# هيموي شيرو
حمو شيرو (توفي عام 1932) كان زعيماً قبلياً إيزيدياً في القرن التاسع عشر من جبال شنكال، الواقعة في ما كان يُعرف بالإمبراطورية العثمانية. لعب حمو شيرو دوراً مهماً في تحويل إحدى الطبقات الاجتماعية الإيزيدية، وهي طبقة الفقراء (الفقراء)، إلى كيان قبلي، وأصبح زعيماً لهذه القبيلة.

## وقت مبكر من الحياة
يُعتقد أن والد حمو شيرو استقر مع عائلته في جبل شنكال في منتصف القرن التاسع عشر تقريباً. خلال هذه الفترة، تم إدخال والد حمو شيرو في **طائفة الفقراء** الإيزيدية، وهي طبقة دينية تتميز بالزهد والورع ضمن المجتمع الإيزيدي.  بحلول سبعينيات القرن التاسع عشر، أصبح حمو شيرو، الذي كان قد انضم بنفسه إلى طائفة الفقراء، يشغل مكانة والده وبدأ يمارس نفوذه على مجموعة من الأتباع، بالإضافة إلى بعض القبائل التي تقع خارج منطقة شنكال. وقد تكون تلك القبائل، مثل قبيلة الشرقيين والدينادية في منطقة الشيخان شمال شرق الموصل، قد كانت تربطه بها علاقات نسب، أو على الأقل ادعى ذلك، مما عزز من نفوذه. 

## صعود قبيلة الفقورة
قبل تسعينيات القرن التاسع عشر، واصل حمو شيرو تعزيز مكانته بين الفقراء الإيزيديين في جبل شنكال. قبل عام 1892، استفاد حمو شيرو من الطبيعة المنفتحة نسبياً لطائفة الفقراء، التي كانت تسمح بانضمام أي مؤمن إيزيدي إليها. وكانت هذه الطائفة تتميز بالحركية العالية، وتشكلت على نمط مشابه للمتسولين الصوفيين المسلمين، كما يوحي اسمها العربي، مما ساعد حمو شيرو على توسيع نفوذه داخل المجتمع الإيزيدي وخارجه.  بعد حملة والي الموصل، وفي باشا، المناهضة للإيزيديين في عام 1892، تضاعفت أعداد الفقراء الإيزيديين. قام حمو شيرو، زعيم الطائفة، بإعادة تشكيل الفقراء كقبيلة إيزيدية حقيقية أطلقوا على أنفسهم اسم الفقراء، وتولى هو منصب الأمير (مير) للقبيلة. أصبحت قبيلة الفقراء تسيطر على المنحدر الشمالي لجبل شنكال بحلول نهاية القرن التاسع عشر، مما عزز نفوذهم ومكانتهم داخل المجتمع الإيزيدي.

## سياسات أسلمةالسلطان العثماني عبد الحميد الثاني
قبيل الحملة العثمانية ضد الإيزيديين عام 1892، كانت أقوى قبيلتين كرديتين في ولاية الموصل هما المسكورة والمهيركان. رغم التماسك العرقي لهاتين القبيلتين، إلا أنهما كانتا متنوعتين دينياً؛ حيث كان هناك أفراد من القبيلتين يتبعون الديانة الإيزيدية، وآخرون من السنة المسلمين. ولهذا السبب، دعمت الحكومة العثمانية قوة زعماء قبيلة المسكورة من خلال تعيينهم في منصب حكماء شنكال. ومع ذلك، أضعفت سياسات عبد الحميد الثاني المتعلقة بالتوجهات الإسلامية الموحدة (البان إسلامية) القبائل الكردية متعددة الطوائف، حيث وقعت ضحية للصراعات الطائفية التي زادت من تقسيم المجتمع. 

## الحملة العثمانية عام 1892 واستيلاء حموي شرو على ولاية شنكال

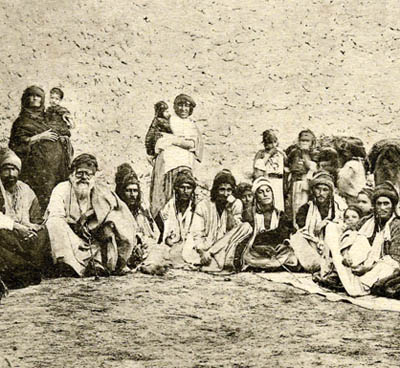
بطاقة بريدية من الإخوة الصرافيين من بيروت لمجموعة من الإيزيديين من جبل شنكال على الحدود العراقية السورية. بدأ الإيزيديون بالاستقرار في الجبل ابتداءً من القرن الثالث عشر. القرن الذي أعقب الاضطهاد الشديد الذي تعرض له على يد أتابك الموصل الزنكي بدر الدين لولو. وبعد ذلك من خلال الحملات العثمانية المتكررة ضد الإيزيديين الشيخانيين شمال الموصل. كان الجبل معقلاً قوياً للمسيحيين النساطرة ، الذين توقفت أبرشيتهم عن الوجود بعد القرن السابع عشر. قرن. كانت أولى الحملات العديدة التي شنها الأتراك العثمانيون ضد إيزيديي الجبل، الذين يطلق عليهم الأتراك اسم "صاجلي داغ"، أو جبل "الأشعر"، بقيادة ملك أحمد باشا، والي ديار بكر [1640]، والثانية بقيادة العثماني مصطفى الفيراري، وكان الاحتلال الأخير في عام 1918، وكان موجهًا ضد هيموي شيرو، شيخ إيزيدي الفقراء، الذي رفض تسليم اللاجئين المسيحيين الذين بحثوا عن مأوى في الجبل من جنوب تركيا. ايزيدي جبل سنجار.

في عام 1892، أصدر السلطان عبد الحميد الثاني أمرًا بتطبيق سياسة التجنيد الإجباري ضد الإيزيديين، بهدف إدخال حوالي 15,000 رجل في سن التجنيد إلى الجيش العثماني. مع ضعف زعماء قبيلة المسكورة بشكل خاص، استولى **حمو شيرو**، الذي كان قد رسخ نفسه بحلول تسعينيات القرن التاسع عشر كمستشار رئيسي لحكماء شنكال، على منصب الزعامة بعد وفاة آخر زعيم من المسكورة. ازدادت مكانة حمو شيرو بشكل كبير بعد نجاحه في الدفاع عن جبل شنكال ضد محاولة غزو بقيادة **عمر وفي باشا** في عام 1892. وخلال هذه المعركة، استولت قبيلة **الفقراء** على كمية كبيرة من الأسلحة العثمانية، ما جعل جبل شنكال يتحول إلى معقل عسكري هام في السنوات التي سبقت اندلاع الحرب العالمية الأولى.  

## تعزيز السلطة والعلاقات مع الطوائف الدينية الأخرى، من عام 1892 إلى عام 1918
بصفته شيخ الفقراء، عزز حمو شيرو سيطرته على جبل شنكال من خلال قبول اللاجئين الإيزيديين الذين فروا من سياسات الإسلام العثمانية، بغض النظر عن انتمائهم القبلي أو النسب. ومع تعرض الأقليات الدينية الأخرى للاضطهاد العثماني، استقبل حمو شيرو هؤلاء اللاجئين الجدد، بما في ذلك المسيحيين مثل الآشوريين والأرمن، تحت حماية قبيلة الفقراء. بحلول أوائل القرن العشرين، تمكن حمو شيرو من تعزيز سلطته، خاصة على القطاع الشمالي من سلسلة جبال شنكال، كما تصف المؤرخة نيليدا فوكارو أدناه:
"نظريًا، كان جميع أعضاء هذا المجتمع القبلي ينتمون إلى رتبة الكهنة من الفقراء، حيث كان الدخول إليها تلقائيًا عند الولادة، لكنهم كانوا يقبلون أيضًا التلاميذ من خلال التلقين. ومع ذلك، من خلال الفقير حمو شيرو، تم إنشاء مفهوم جديد للتماسك القبلي، الذي كان يركز على سمات 'الفقير'، ولكنه كان يعتمد بشكل كبير على التضامن القبلي القائم. في ثلاثينيات القرن العشرين، كان جزء كبير من الفقراء لا يزال يزعم أنه مرتبط بقبيلة الشرقيين، وهي جزء من اتحاد قبائل الملي الذي استقر في شنكال في النصف الثاني من القرن التاسع عشر. علاوة على ذلك، زعم القسم الرائد من القبيلة، مالا شيرو، أنه نشأ من قبيلة الدينادية في شيخان، التي استقر بعض أقسامها بالفعل في شنكال في أواخر القرن الثامن عشر.
في هذا السياق، خلال فترة الانتداب البريطاني، ادعى حمو شيرو باستمرار أنه زعيم دينادي. كانت المكانة الشخصية للنواة الأولى من الفقراء الذين تجمعوا حول حمو شيرو بلا شك قد تعززت بفضل سياسة حذرة في التحالفات الزوجية، والتي مثلت واحدة من الأسس الرئيسية لسياسة حمو على الجبل منذ أوائل القرن العشرين على الأقل. تم ترتيب الزيجات بين أتباع حمو شيرو وأعضاء مجموعات شنكالية أخرى. كما تم توسيع العضوية في القبيلة لتشمل أولئك اليزيديين الذين لم ينتموا إلى طبقة الفقراء بالميلاد، مما أدى إلى زيادة كبيرة في حجم المجموعة في غضون عقدين من الزمن. بحلول عام 1932، كانت قبيلة الفقراء في شنكال تتألف من 240 عائلة مقسمة إلى ستة فصائل." 

## الحرب العالمية الأولىونهاية الحكم العثماني والعلاقات مع القوى المنتدبة 1918-1923
تحت قيادة حمو شيرو، أصبحت قبيلة الفقراء مركزًا للمعارضة المناهضة للعثمانيين، ومن ثم المعارضة المناهضة للإسلام، خلال العقدين اللذين سبقا اندلاع الحرب العالمية الأولى. خلال الحرب العالمية الأولى، واصل حمو شيرو سياسته في إيواء اللاجئين المسيحيين الفارين من الظروف السائدة في الإمبراطورية العثمانية خلال فترة الحرب. تم استقرار العديد من هؤلاء المسيحيين في بلاد شنكال، وبحلول نهاية الصراع، شكل المسيحيون حوالي 4% من سكان الجبل. 

## ملحوظات
- نيليدا فوكارو ، الأكراد الآخرون: اليزيديون في العراق الاستعماري، (نيويورك: آي بي توريس للنشر، 1999)
- أديب جولباسي، الإيزيديون والدولة العثمانية: القوة الحديثة، والتجنيد العسكري، وسياسات التحول الديني، 1830-1909 (أطروحة الماجستير: معهد أتاتورك للتاريخ التركي الحديث، 2008)
- نيليدا فوكارو ، "سرد سفر عن اليزيديين في القرن السابع عشر: الآثار المترتبة على التاريخ الاجتماعي والديني"، أنالي ديل معهد الجامعة الشرقية في نابولي 53، رقم. 3 (1993)
- نيليدا فوكارو ، "الطائفية والدولة في العراق: الأكراد الإيزيديون، حوالي 1869-1940"، دراسات الشرق الأوسط ، المجلد. 35، رقم 2 (أبريل، 1999)، ص. 1-26